# Хлупино
Хлупино — деревня в Оредежском сельском поселении Лужского района Ленинградской области.

## История
Впервые упоминается в Писцовой книге Водской пятины 1500 года, как деревня Хлупино в Никольском Бутковском погосте Новгородского уезда.
Деревня Хлупино, состоящая из 20 крестьянских дворов, упоминается на карте Санкт-Петербургской губернии Ф. Ф. Шуберта 1834 года.

ХЛУПИНО — деревня, принадлежит: девице Федосье Скобельцыной, число жителей по ревизии: 6 м. п., 8 ж. п.

девице Вере Скобельцыной, число жителей по ревизии: 25 м. п., 23 ж. п.

Гдовскому окружному правлению, число жителей по ревизии: 38 м. п., 35 ж. п.

Ораниенбаумскому дворцовому правлению, число жителей по ревизии: 4 м. п., 5 ж. п. (1838 год)

Деревня Хлупино из 20 дворов отмечена на карте профессора С. С. Куторги 1852 года.

ХЛУПИНО — деревня Ведомства государственного имущества и Дворцового правления, по просёлочной дороге, число дворов — 18, число душ — 50 м. п. (1856 год)

Согласно X-ой ревизии 1857 года деревня Хлупино состояла из двух частей:

1-я часть: число жителей — 29 м. п., 31 ж. п. (из них дворовых людей — 3 м. п., 1 ж. п.)
  
2-я часть: число жителей — 35 м. п., 35 ж. п.

ХЛУПИНО — деревня казённая и владельческая при колодцах, число дворов — 26, число жителей: 56 м. п., 62 ж. п. (1862 год)

В 1868—1869 годах временнообязанные крестьяне деревни выкупили свои земельные наделы у Н. Н. Шувчинского и стали собственниками земли.
Согласно подворной описи 1882 года, деревня Хлупино Почапского общества Бутковской волости состояла из двух частей:
 
1) бывшее имение Шувчинского, домов — 16, душевых наделов — 24, семей — 10, число жителей — 26 м. п., 20 ж. п.; разряд крестьян — собственники.
  
2) домов — 33, душевых наделов — нет, семей — 18, число жителей — 58 м. п., 53 ж. п.; разряд крестьян — водворённые на собственной земле.
Сборник Центрального статистического комитета описывал её так:

ХЛУПИНА — деревня бывшая владельческая и государственная, дворов — 24, жителей — 150; школа, земская почтовая станция, лавка. (1885 год)

Согласно материалам по статистике народного хозяйства Лужского уезда 1891 года, имение при селении Хлупино принадлежало крестьянам Новгородской губернии И., О. и А. Бариновым.
В XIX — начале XX века деревня административно относилась к Бутковской волости 1-го земского участка 1-го стана Лужского уезда Санкт-Петербургской губернии.
По данным «Памятной книжки Санкт-Петербургской губернии» за 1905 год, деревня Хлупино входила в Почапское сельское общество.

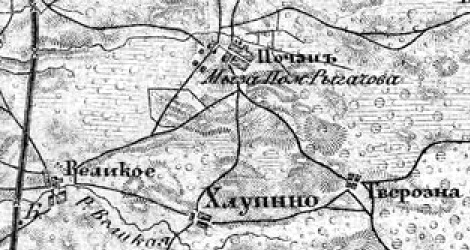
Деревня Хлупино на карте 1912 года

С 1917 по 1927 год деревня Хлупино входила в состав Почапского сельсовета Бутковской волости Лужского уезда.
С 1927 года, в составе Оредежского района.
С 1928 года, в составе Пантелеевского сельсовета.
По данным 1933 года деревня Хлупино входила в состав Пантелеевского сельсовета Оредежского района.
C 1 августа 1941 года по 31 января 1944 года деревня находилась в оккупации.
В 1950 году население деревни Хлупино составляло 100 человек.
С 1957 года, в составе Оредежского сельсовета.
С 1959 года, в составе Лужского района.
В 1965 году население деревни Хлупино составляло 75 человек.
По данным 1966, 1973 и 1990 годов деревня Хлупино также входила в состав Оредежского сельсовета Лужского района.
По данным 1997 года в деревне Хлупино Оредежской волости проживали 16 человек, в 2002 году — 14 человек (русские — 86 %).
В 2007 году в деревне Хлупино Тёсовского сельского поселения проживали 12 человек.
19 мая 2019 года деревня вошла в состав Оредежского сельского поселения.

## География
Деревня расположена в восточной части района к югу от автодороги 41К-662 (Оредеж — Тёсово-4 — Чолово). и деревни Почап.
Расстояние до административного центра поселения — 17 км.
Расстояние до ближайшей железнодорожной станции Оредеж — 5 км. Ближайший остановочный пункт — платформа 133 км.

## Демография
| 1838 | 1862 | 1885 | 1950 | 1965 | 1997 | 2007 |
| ---- | ---- | ---- | ---- | ---- | ---- | ---- |
| 144  | ↘118 | ↗150 | ↘100 | ↘75  | ↘18  | ↘12  |
| 2010 | 2017 |      |      |      |      |      |
| ↗15  | ↗26  |      |      |      |      |      |

## Улицы
Полевая, Ягодная.

## Садоводства
Хлупино.